# Nephrotoma gnata
Nephrotoma gnata är en tvåvingeart som först beskrevs av William George Dietz 1918.  Nephrotoma gnata ingår i släktet Nephrotoma och familjen storharkrankar. Inga underarter finns listade i Catalogue of Life.